# Kiustendił (stacja kolejowa)
Kiustendił (bułg. Железопътна гара Кюстендил) – stacja kolejowa w miejscowości Kiustendił, w obwodzie Wraca, w Bułgarii. Znajduje się na linii Sofia – Giuszewo.

## Historia
Została zbudowana w 1897–1906 i została otwarta wraz z liną Radomir–Kiustendił w 1909. Po 1944 roku stacja została przebudowana i zmodernizowana, aby zwiększyć swoją przepustowość.

## Linie kolejowe
- Sofia – Giuszewo